# 西班牙的瑪麗亞·安娜
瑪麗亞·安娜（西班牙語：María Ana，1606年8月18日—1646年5月13日）是神圣罗马帝国皇后和西班牙公主。她的丈夫是神圣罗马帝国皇帝斐迪南三世。
瑪麗亞·安娜西班牙国王腓力三世和奧地利的瑪格麗特的女兒。1620年代，英国国王詹姆斯一世曾试图与西班牙王室联姻，即让王子查理（未来国王查理一世）与安娜结婚未果。1631年，她和堂弟斐迪南三世结婚。她大力支持艺术创作。她婚后诞下六个孩子。1646年，她因產後併發症逝世。